# Британський національний космічний центр
Британський національний космічний центр (англ. British National Space Centre) — урядовий орган Великої Британії, відповідальний за космічні дослідження, заснований в 1985 році. 1 квітня 2010 замість нього було створено Космічне агентство Великої Британії.
Космічна програма країни концентрується на дослідженнях за допомогою радіотелескопів, супутникових телекомунікацій, участі в системах GPS і Galileo. Єдиний запуск супутника проведений у 1971 році з космодрому в Австралії, пілотовані польоти ніколи не розглядалися і офіційно не схвалювалися (всі британські піддані, що літали в космос, робили це як учасники в особистій якості космічних програм США і Росії). Персонал центру — 50 співробітників, прикомандированих від міністерств і відомств (в тому числі силових), бюджет — 207 млн фунтів стерлінгів на рік. Керівник — Девід Вільямс.